# Sasa veitchii
Espèce
Sasa veitchii est une espèce de plantes monocotylédones de la famille des Poaceae, sous-famille des Bambusoideae,  originaire du Japon.
C'est un bambou de taille moyenne, très élégant et apprécié pour ses qualités décoratives. Il est très répandu au japon. Le contour de ses feuilles se dessèchent à l'automne jusqu'au printemps suivant.

## Liste des variétés
Selon Tropicos (7 juillet 2018) (Attention liste brute contenant possiblement des synonymes) :
- Sasa veitchii var. basihirsuta (Koidz.) Sad. Suzuki
- Sasa veitchii var. grandifolia (Koidz.) Sad. Suzuki
- Sasa veitchii var. hirsuta (Koidz.) Sad. Suzuki
- Sasa veitchii var. myojinensis (Koidz.) Sad. Suzuki
- Sasa veitchii var. tyuhgokensis (Makino) Sad. Suzuki
- Sasa veitchii var. veitchii